# Dear Esther
Dear Esther (с англ. — «Дорогая Эстер») — экспериментальная компьютерная игра, разработанная независимой студией The Chinese Room для Microsoft Windows, Mac OS X и Linux.
Изначально Dear Esther представляла собой модификацию на движке Source к шутеру Half-Life 2. Релиз модификации состоялся 29 июля 2008 года. В виде отдельной игры переработанная и дополненная Dear Esther вышла 14 февраля 2012 года и распространяется через Steam и GOG.
В 2017 году была выпущена обновленная версия, Dear Esther: Landmark Edition.

## Игровой процесс

Вид на гору с радиовышкой на вершине

Действие игры происходит на необитаемом острове и сопровождается закадровым голосом рассказчика, читающим отрывки письма, адресованного некой женщине по имени Эстер. Головоломки и враги в игре отсутствуют. Игровой процесс заключается в перемещении по локациям с видом от первого лица. Цель — добраться до радиовышки с мигающим красным огоньком. По мере продвижения игрока по острову звучат монологи, рассказывающие ту или иную часть повествования. В частности, рассказчик упоминает нескольких основных персонажей: человека по фамилии Доннелли, который открыл остров; некоего Пола, пьяного водителя, который угодил в аварию, предположительно ставшую причиной смерти Эстер; а также пастуха Якобсона, который жил на острове в XVIII веке. По мере изучения острова игрок находит различные заброшенные постройки, останки домашней утвари и затонувших кораблей, а также сеть подземных пещер, стены которых испещрены нарисованными флуоресцентной краской химическими формулами, схемами и изображениями цепочек нейронов и бактерий. Периодически в удалённых уголках острова можно заметить едва различимые, тёмные человеческие фигуры, которые пропадают из вида при попытке более внимательно их рассмотреть или подойти поближе. С течением игры монологи и мысли рассказчика размываются и меняются, постепенно затрудняя возможность распознать, от лица кого из персонажей ведётся повествование.

## Разработка
Изначально Dear Esther была разработана в виде модификации к игре Half-Life 2 группой студентов The Chinese Room из Университета Портсмута. Проект был создан на средства гранта, выданного научным советом по искусству и гуманитарным наукам; работу возглавил профессор и лектор этого же университета — Дэн Пинчбек, который выступил продюсером и сценаристом. По словам Пинчбека, на создание игры повлияли работы Уильяма Берроуза.
В 2009 году при поддержке Пинчбека независимый дизайнер уровней Роберт Бриско вместе с The Chinese Room начал работать над переделанной версией Dear Esther. В ремейке Бриско отвечал за создание уровней, нацелившись на переработку изначальной концепции острова, дабы устранить недовольство игроков оригинальной схемой передвижения по локациям и добавить больше визуальных деталей. В марте 2011 года проект потерял финансовую поддержку Портсмутского университета; в частности, совет отказался обеспечить покупку лицензии на движок Source, в результате чего The Chinese Room пришлось прибегнуть к помощи сторонних спонсоров из организации Indie Fund, что позволило завершить игру. Спустя шесть часов после начала продаж в Steam, Dear Esther купило около 16 000 человек, что позволило окупить расходы на движок и разработку.
14 февраля 2014 года Роберт Бриско объявил о начале переноса Dear Esther на движок Unity. Причинами для этого послужили проблемы с портом игры для Linux, большое количество багов в версии для Mac OS X и дополнительные траты на лицензирование движка Source. В конечном итоге, эта улучшенная версия вышла под названием Dear Esther: Landmark Edition, и стала бесплатной для тех, кто уже приобрел оригинальный релиз.
Роль рассказчика в игре исполнил актёр Найджел Кэррингтон; в ремейке количество его реплик в сценарии было увеличено. Композитором игры выступила соосновательница The Chinese Room, Джессика Карри. Специально для ремейка она перезаписала весь саундтрек, увеличив как количество инструментов в композициях, так и общую длину музыки. Саундтрек к оригинальной модификации был выпущен для бесплатного скачивания 8 июля 2008 года, сразу после выхода проекта. 14 февраля 2012 года на Amazon, Bandcamp и iTunes был официально выпущен саундтрек ремейка.

## Отзывы
| Сводный рейтинг       | Сводный рейтинг                        |
| Агрегатор             | Оценка                                 |
| --------------------- | -------------------------------------- |
| GameRankings          | PC: 71,93 % XONE: 70,42 % PS4: 67,86 % |
| Metacritic            | 75 %                                   |
| Иноязычные издания    |                                        |
| Издание               | Оценка                                 |
| Edge                  | 8/10                                   |
| Eurogamer             | 8/10                                   |
| Game Informer         | 8/10                                   |
| GameSpot              | 8/10                                   |
| IGN                   | 8/10                                   |
| PC Gamer (US)         | 84/100                                 |
| Русскоязычные издания |                                        |
| Издание               | Оценка                                 |
| Absolute Games        | 76 %                                   |
| PlayGround.ru         | 8/10                                   |

Игра получила в основном положительные отзывы критиков. На онлайн-агрегаторе Metacritic рейтинг составил 75 баллов из 100 на основе 36 обзоров. Strategy Informer оценил игру на 9 баллов из 10, назвав её «одной из самых искусно сделанных и запоминающихся работ нашего поколения».